# Patty Schnyder
Ne pas confondre avec Tara Snyder, également joueuse de tennis.
Pour les articles homonymes, voir Schnyder.
Patty Schnyder, née le 14 décembre 1978 à Bâle, est une joueuse de tennis suisse, professionnelle d'août 1994 à mai 2011 et de 2015 à 2018.
Patty Schnyder explose sur le devant de la scène en 1998, avec cinq titres sur le circuit WTA et deux quarts de finale en Grand Chelem à Roland-Garros et à l'US Open. Elle intègre cette année-là le top 10 mondial pour la première fois de sa carrière à 19 ans. Promise à un brillant avenir, une série de scandales personnels, largement relayés par les médias suisses, vont venir entraver sa progression pendant quelques saisons. Elle réussira toutefois à demeurer constamment présente dans le top 50 pendant treize années consécutives (entre mai 1997 et mai 2010), preuve d'une remarquable longévité au plus haut niveau.
En 2004, elle atteint les demi-finales à l'Open d'Australie, battue par Kim Clijsters : c'est sa meilleure performance en simple dans une épreuve du Grand Chelem. À la suite de cette demi-finale, elle réintègre le top 20 le 2 février 2004 et ne le quitte plus jusqu'au 8 juin 2009.
Elle a atteint les huitièmes de finale - ou mieux - en Grand Chelem à 21 reprises. Preuve de cette grande régularité, elle est la 6e joueuse de l'histoire comptabilisant le plus de participations consécutives aux tableaux principaux des quatre tournois du Grand Chelem, avec 52 participations successives entre 1997 et 2009.
Elle a remporté 16 tournois WTA pendant sa carrière, dont 11 en simple. Elle fut la gauchère la mieux classée du circuit WTA entre 2003 et 2009. L'année 2005 reste sa meilleure saison sur le circuit, avec deux titres conquis, trois finales et une place de numéro 7 mondiale,
En mai 2012, alors que Patty Schnyder vient d'annoncer sa retraite à la suite de sa défaite au premier tour de Roland-Garros, différents journaux suisses relatent la disparition de Patty Schnyder et annoncent que la fortune accumulée par la joueuse, estimée à plus de 10 millions de francs suisses (environ 8 millions d'euros), se serait évaporée. L'année suivante, elle annonce qu'elle divorce d'un commun accord de son ancien entraîneur, l'Allemand Rainer Hofmann, avec qui elle était mariée depuis 2003. Le 20 novembre 2014, elle donne naissance à une petite fille nommée Kim Ayla.
Plus de quatre ans après s'être retirée des courts et quelques mois après la naissance de son premier enfant, elle reprend la compétition en juillet 2015 sur le circuit secondaire de l'ITF où elle remporte quatre titres. Elle rejoue également sur le circuit principal de la WTA depuis avril 2016. Schnyder met finalement un terme à sa carrière professionnelle à la fin de la saison 2018.

## Style de jeu
Dotée d'une excellente défense et d'un très bon coup d'œil, Schnyder excelle sur sa ligne de fond de court où elle aime construire ses points. Souvent accusée d'être trop attentiste dans les échanges, voire nonchalante, elle peut néanmoins prendre l'initiative pour dicter le point ou monter à la volée grâce à sa très bonne main. Remarquable stratège, elle privilégie la filière longue, aidée de sa large palette de coups, notamment avec son arme principale, le coup droit lifté de gauchère. Moins dangereuse côté revers, elle est toutefois capable de trouver des angles avec sa prise à deux mains ou d'attaquer le long de la ligne. Les balles bombées, le slice, l'amortie, le lob, le contre-pied, le passing-shot ou encore le service slicé de gauchère sont ses meilleures armes, tandis que son manque de puissance et sa passivité occasionnelle constituent ses seuls vrais points faibles.
Spécialiste de la terre battue, elle n'a jamais réussi à apprivoiser le gazon, une surface trop rapide pour ses longs gestes de préparation en coup droit et en revers. En revanche, elle est très à l'aise sur les surfaces qui prennent les effets, en particulier le Rebound Ace australien, sur lequel elle a remporté 3 titres WTA et a atteint les demi-finales à l'Open d'Australie en 2004 et les quarts de finale en 2005 et 2006.

## Carrière tennistique

### 1995 à 1998: les débuts d'une championne (entrée dans le top 10)
Patty Schnyder fait ses débuts sur le circuit WTA en 1995 au Grand Prix de Zurich, où elle commence sa carrière par une victoire probante contre Irina Spîrlea (classée dans le top 20 à cette époque) à 16 ans. Elle a survolé les classements en 1995 comme une comète. La Suissesse a gagné 634 places en une seule saison.
En 1996, Patty se hisse dans le top 100, elle atteint sa première finale à Karlovy Vary en battant respectivement María Sánchez et Barbara Paulus. Elle perd la finale contre Ruxandra Dragomir et termine ainsi l'année au 58e rang mondial.
C'est en 1997 qu'elle se révèle au grand public, en atteignant les huitièmes de finale de l'Open d'Australie pour sa première participation et en battant au 1er tour Iva Majoli (classée dans le top 10 à cette époque). Cette même année, Schnyder crée d'autres surprises en battant plusieurs joueuses du top 10 comme Amanda Coetzer, Sandrine Testud et Arantxa Sánchez Vicario et à chaque fois en deux sets. Elle termine l'année 1997 au 26e rang mondial à 18 ans.
L'année 1998 reste l'année où Schnyder remporte le plus de titres. Hobart est son tout 1er titre. Quelques semaines plus tard, elle remporte le tournoi de Hanovre en battant en finale Jana Novotná (classée dans le top 5 à cette époque). Schnyder remporte ensuite le tournoi de Madrid, puis atteint ses premiers quarts de finale à Roland-Garros. Elle suit sa bonne forme en gagnant deux tournois de suite : Maria Lankowitz et Palerme. Quelques mois plus tard à l'US Open, Schnyder bat la légende Steffi Graf en moins d'une heure et se qualifie ainsi en quart de finale, « Patty a un potentiel indéniable, elle a de bonnes mains », avoue Steffi Graf. Elle entre dans le top 10 pour la première fois de sa carrière, mais termine l'année au 11e rang mondial.

### 1999 à 2003: le déclin, les désillusions, l'affaire Harnecker, problèmes familiaux

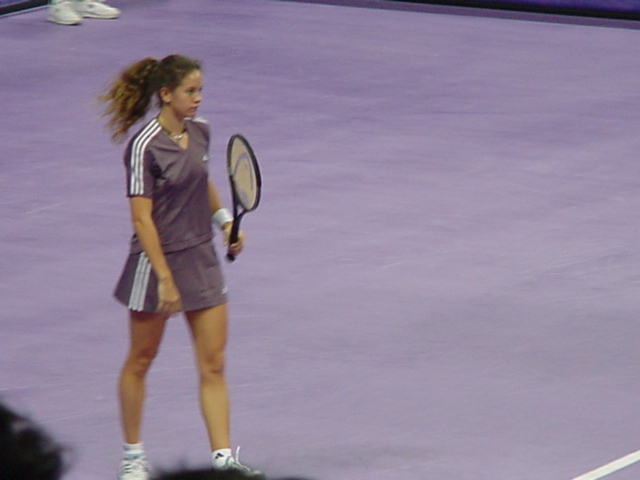
Patty Schnyder Proximus Diamond Games, Anvers 2002.

La saison 1999 commence très bien pour Schnyder qui remporte son sixième titre à Gold Coast mais elle n'arrive pas à confirmer sa belle année 1998 et quitte le top 20 pour terminer l'année à la 21e place mondiale. Cette année est marquée par l'affaire Rainer Harnecker, entraîneur de Schnyder ayant eu une relation amoureuse avec la Suissesse, appartenant à l'Église de scientologie et promettant à Patty un physique de rêve avec un régime à base de jus d'orange. Les relations avec ses parents seront également touchées puisque plus tard ils engageront un détective privé et garde du corps afin de surveiller leur fille. Plus tard, Patty aura une relation amoureuse avec ce garde du corps, Rainer Hofmann.
L'année 2000 est très similaire à la précédente, bien que Schnyder ne gagne aucun titre. Elle n'atteint qu'une finale à Klagenfurt et termine l'année 2000 au 25e rang mondial.
Le début de l'année 2001 est catastrophique, Schnyder ne gagne que 4 matchs en 9 tournois. Cette saison fait partie des pires que Schnyder doit affronter malgré une finale à Vienne et un septième titre en fin d'année à Pattaya. Elle termine l'année à la 37e place mondiale.
En 2002, la carrière de Schnyder connait une embellie : elle parvient en finale du tournoi de Charleston en battant respectivement Amélie Mauresmo, Mary Pierce, Serena Williams et Jennifer Capriati. En fin d'année, elle remporte chez elle à Zurich son 1er Tier I et 8e titre en battant Lindsay Davenport en finale. « Une expérience indescriptible » a alors dit Schnyder, « très émotionnelle ». C'était la première fois en 22 ans qu'une joueuse non tête de série gagnait un tournoi du Tier I. Schnyder réintégre le top 20 mondial et termine l'année au 15e rang mondial.
La saison 2003 ne sera marquée par aucun titre ni finale. Schnyder quitte de nouveau le top 20 et termine à la 23e place mondiale. Elle se marie en fin d'année avec Rainer Hofmann.

### 2004 à 2008: le retour de Schnyder au plus haut niveau (plus de 5 ans dans le top 20)

#### Saison 2004
En 2004, Patty Schnyder réalise sa meilleure performance en Grand Chelem avec une demi-finale à l'Open d'Australie. Tête de série no 22, elle bat au passage Paola Suárez classée dans le top 10 à cette époque, Nathalie Dechy et Lisa Raymond toutes trois en deux sets. Elle est ensuite éliminée par Kim Clijsters (6-2, 7-6). Schnyder parvient en demi-finale à Charleston en battant Dementieva (6-3, 6-1) et Davenport (6-3, 6-2), elle est ensuite éliminée par Conchita Martínez (6-4, 6-3) après un match très disputé à l'issue duquel Patty refuse de serrer la main à son adversaire. La Suissesse atteint également les demi-finales des tournois de Birmingham et de Zurich. À l'US Open, elle accède aux huitièmes de finale en battant au 3e tour Daniela Hantuchová (6-4, 4-6, 7-6) après un match au cours duquel elle doit sauver trois balles de match. Lors de cette saison, Schnyder réintègre le top 20 qu'elle ne quittera plus pendant plus de cinq ans, et termine l'année 2004 au 14e rang mondial.
Bilan : 34 victoires / 24 défaites.

#### Saison 2005
L'année 2005 débute très bien pour Patty Schnyder, qui bat Samantha Stosur en finale de Gold Coast (1-6, 6-3, 7-5) non sans avoir sauvé 3 balles de matchs à 5-4. Elle se qualifie ensuite pour les quarts de finale de l'Open d'Australie en battant en huitièmes Elena Dementieva (6-7, 7-6, 6-2), avant d'être vaincue à son tour par Nathalie Dechy malgré une balle de match : 5-7, 6-1, 7-5. La Suissesse atteint peu après les demi-finales de Dubaï en battant en quarts Anastasia Myskina (6-7, 7-6, 6-2), après avoir été menée 7-6, 5-2 et sauvé 6 balles de match, mais est ensuite battue par la no 1 mondiale Lindsay Davenport (4-6, 7-5, 6-1) après avoir obtenu 2 balles de match. Elle est également présente en demies à Charleston (elle bat en quart Nicole Vaidisová 6-3, 6-2), où elle est battue par Elena Dementieva (3-6, 6-4, 6-0). Elle se qualifie en demie à Berlin, où elle bat au passage en deux sets Anabel Medina Garrigues, Kim Clijsters et Svetlana Kuznetsova (6-2, 6-2) avant de se faire éliminer par Justine Henin (6-0, 6-1). C'est ensuite à Rome que Patty Schnyder va parvenir en finale ; avant cela, elle bat Anna-Lena Grönefeld, Ana Ivanović en deux sets, élimine facilement Evgenia Linetskaya en quart (6-1, 6-0), avant d'affronter Sharapova qu'elle bat en trois sets (3-6, 6-3, 6-1). Elle perd en finale contre Amélie Mauresmo (2-6, 6-3, 6-4). Patty Schnyder sera présentée comme l'une des grandes prétendantes au titre pour Roland-Garros avec Hénin et Mauresmo mais elle est stoppée par la future finaliste Mary Pierce après un match de haut niveau conclu sur la 11e balle de match par la Française. Elle gagnera un 10e titre à Cincinnati et parvidra aux masters de fin d'année, en se qualifiant pour la 3e fois de sa carrière. Elle réintègre donc le top 10 et termine à la 7e place mondiale, ce qui reste son meilleur classement.
Bilan : 59 victoires / 25 défaites.

#### Saison 2006
L'année 2006 est très similaire à celle de 2005, cependant Schnyder ne gagne aucun titre. Elle atteint tout de même deux finales, à Charleston (en battant Justine Henin, mettant un terme à une série de 27 succès d'affilée de la Belge sur terre battue) et Stanford, une bonne saison tout de même avec une très bonne régularité tout au long de l'année qui la fait terminer au 9e rang mondial.
Bilan : 47 victoires / 24 défaites.

#### Saison 2007

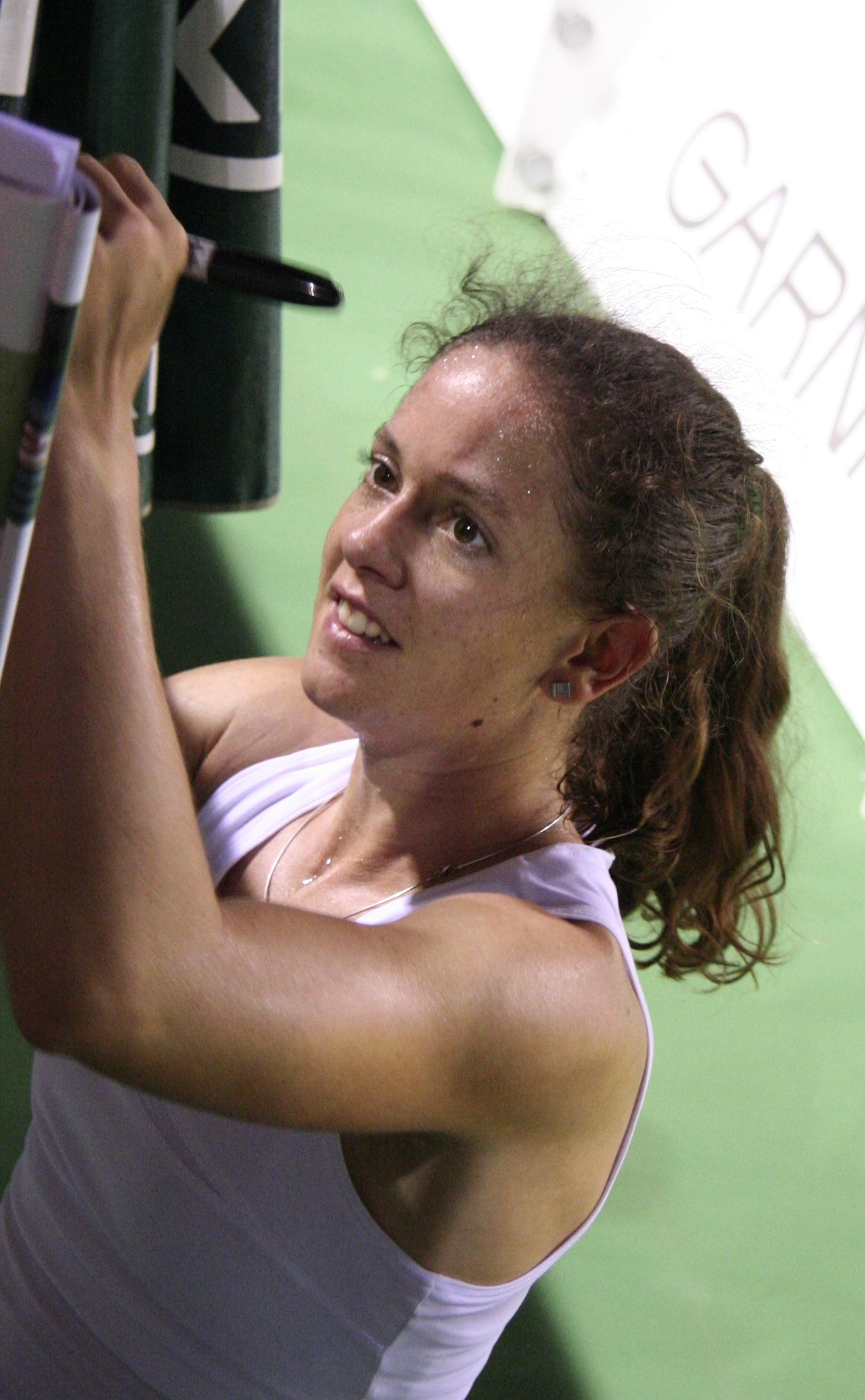
Patty Schnyder à l'Open d'Australie 2007.

En 2007, Schnyder perd en huitièmes de finale de l'Open d'Australie alors que depuis 2004 elle atteignait toujours les quarts de finale mais elle va réaliser son meilleur résultat à Wimbledon avec une place en huitième de finale en ayant sauvé des balles de match lors de son premier tour contre Camille Pin et également au troisième tour contre Alona Bondarenko. Comme en 2006, elle atteint deux finales à San Diego et Linz. Schnyder sort du top 10 en 2007 et finit 16e mondiale.
Bilan : 45 victoires / 26 défaites.

#### Saison 2008
L'année 2008 commence très mal, avec une élimination au deuxième tour de l'Open d'Australie. Schnyder met en cause le changement de surface qui n'est plus en Rebound Ace, cette surface qui faisait de Patty Schnyder une redoutable joueuse, tant elle prenait les effets de la Suissesse. Mais une finale à Bangalore et un 11e titre à Bali (en finale elle remporte le 500e match de sa carrière) rapproche Schnyder du top 10. Cette même année, Patty atteint les quarts de finale à Roland-Garros et à l'US Open 10 ans après ses premiers quarts de finale dans ces mêmes tournois, et elle termine l'année à la 14e place mondiale.
Bilan : 34 victoires / 22 défaites.

### 2009 - 2010: chute au classement mondial

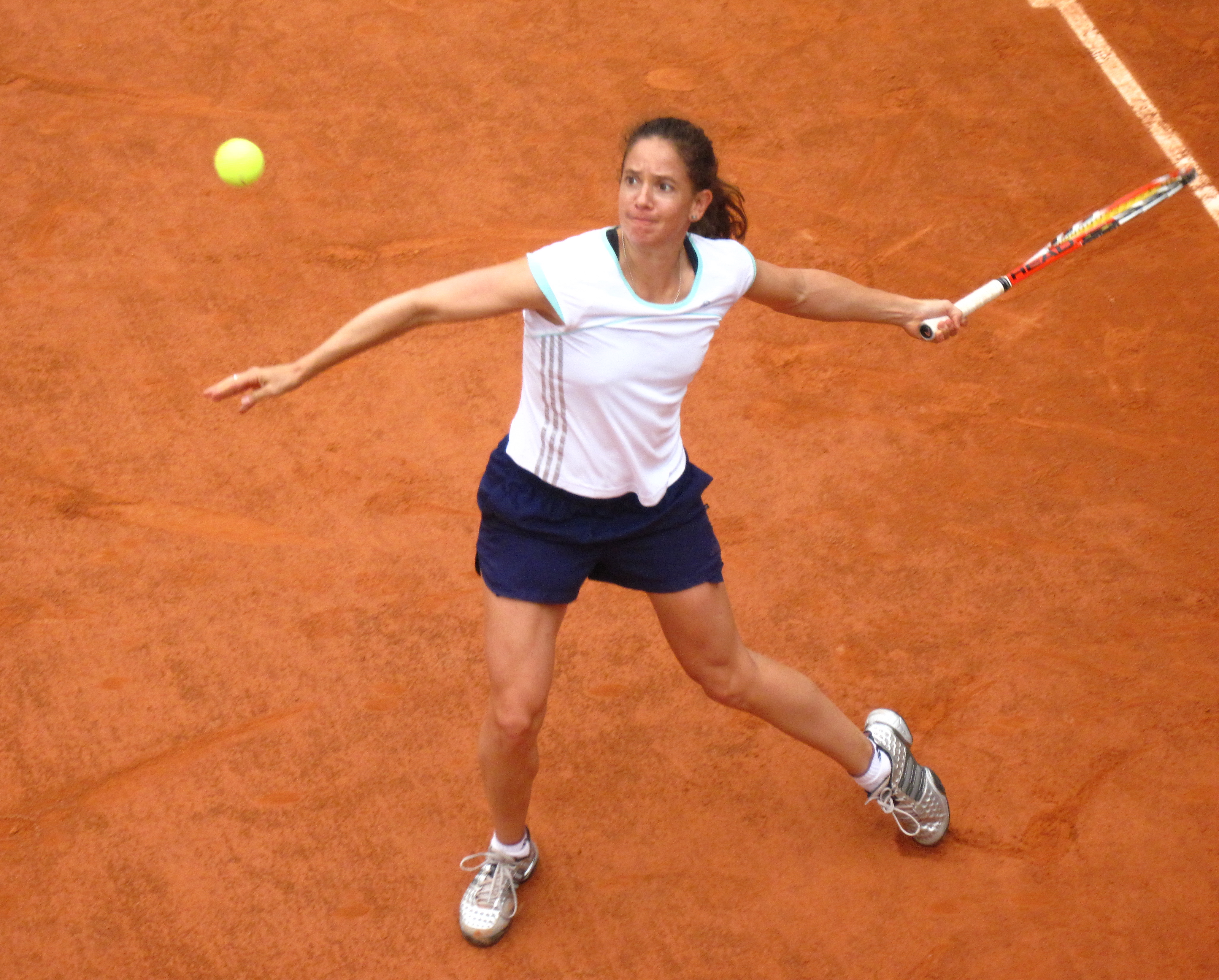
Patty Schnyder à Roland-Garros 2009.

2009 est une année difficile pour Schnyder. Après une élimination au 2e tour de l'Open d'Australie, elle annonce « penser à la retraite ». Sur terre battue, Patty réalise quelques performances, avec notamment une victoire contre la no 2 mondiale Serena Williams à Rome et une victoire contre Jelena Janković en quart de finale à Madrid. Mais une élimination au 1er tour de Roland-Garros contre Kateryna Bondarenko la fait sortir du top 20 qu'elle occupe depuis plus de 5 ans. Peu après au tournoi de Budapest, elle échoue en finale contre Ágnes Szávay, joueuse locale. L'édition de l'US Open 2009 est marquée par une nouvelle défaite au second tour contre Sara Errani. En deçà de son niveau habituel, payant ses efforts du 1er tour (plus de 2h30 pour venir à bout de Lucie Šafářová) elle n'accède pas à un 3e tour de Grand Chelem pour la première fois depuis 1996, l'année de ses débuts. Schnyder avoue par la suite qu'une blessure aux tendons d'Achille la gêne depuis fin 2008 et qu'il lui est difficile de récupérer physiquement. Elle termine l'année au 42e rang mondial, son plus mauvais classement depuis 2001.
Bilan 2009 : 23 victoires pour 22 défaites.
En 2010, Patty Schnyder annonce son objectif : réintégrer le top 15. Elle qui avait révélé souffrir d'une blessure depuis fin 2008 s'est soumise à un traitement au laser du tendon d'Achille en novembre 2009, pour être au mieux de ses capacités. N'étant pas totalement remise, elle décide de renoncer à l'Open d'Australie 2010 et fait son retour en compétition à l'Open GdF Suez de Paris avec une victoire contre Virginie Razzano. Le reste de sa saison sur dur est très mauvais, Schnyder n'arrivant pas à gagner deux matchs consécutifs, jusqu'à ... Charleston sur terre battue, où elle tient tête à la no 2 mondiale Caroline Wozniacki au second set, après un beau match. Le reste de sa saison sur terre battue est honorable mais elle ne peut défendre ses points de l'année passée à Madrid, s'inclinant contre Stosur, la grande favorite pour Roland-Garros avec Hénin. Tirage au sort cruel pour Patty Schnyder à Roland-Garros, qui tombe dès le 1er tour contre Venus Williams, joueuse qu'elle n'a jamais battue. Elle sort donc du top 50, qu'elle n'avait pas quitté depuis 13 ans ! Elle atteint la finale de Budapest, mais elle échoue contre la même adversaire qui l'a battue l'an passé au même stade de la compétition : Ágnes Szávay. Patty Schnyder ne réalise pas ses objectifs, puisqu'elle peine à se maintenir dans le top 50. Elle ne joue qu'un seul tournoi de préparation avant l'US Open, où elle perd au 3e tour 7-6, 3-6, 7-6 contre Yanina Wickmayer après avoir eu une balle de match. Elle atteint la finale à Linz après une victoire en demie contre Andrea Petkovic, où elle sauve deux balles de match, mais elle est défaite ensuite par Ana Ivanović.
Bilan 2010 : 26 victoires pour 19 défaites.

### 2011: retrait du circuit
Patty Schnyder, malade, ne participe à aucun tournoi avant l'Open d'Australie. À Melbourne, elle est éliminée dès le premier tour par Lesia Tsurenko, joueuse issue des qualifications. À la suite de cela, il est fait état de rumeurs concernant un retrait du circuit de la Suissesse. Cette dernière l'annonce officiellement fin mai à la suite de sa défaite au premier tour de Roland-Garros contre Sorana Cîrstea (6-1, 6-3), à 32 ans et après 17 ans de carrière.
Entre-temps, elle prend part au tournoi de Dubaï, et y bat au 1er tour Ana Ivanović avant de s'incliner au 3e tour face à Samantha Stosur.
En avril, Patty Schnyder participe pour la dernière fois à la Fed Cup à l'occasion de barrages d'accession au groupe mondial II face à la Suède. En gagnant ses deux matchs de simple, elle permet à la Suisse de réintégrer le groupe qu'elle avait quitté en 2009. En guise de passage de flambeaux, les deux autres matchs de simple ont été remportés par Timea Bacsinszky, no 1 suisse après le retrait de Schnyder.

### 2015 - 2017: retour sur les circuits ITF et WTA
Plus de quatre ans après s'être retirée des courts et quelques mois après la naissance de son premier enfant, Patty Schnyder fait son retour à la compétition mi-2015 sur le circuit ITF. Quelques semaines après son retour à la compétition, elle remporte le tournoi de Prague (10 000 $) sans perdre un set en septembre 2015.
En 2016, elle continue d'écumer le circuit ITF avec de bons résultats dont un titre au tournoi de Båstad (10 000 $) en mai. Pour la première fois depuis 2011, elle rejoue également sur le circuit WTA. Elle reçoit une invitation pour disputer les qualifications du tournoi WTA de Charleston, où elle s'incline d'entrée, et pour le tableau principal du tournoi WTA de Gstaad, où elle est battue au premier tour par la 93e mondiale Kateřina Siniaková en trois sets. Elle termine la saison à la 303e place mondiale.
En 2017, elle continue sa progression au classement, en remportant les tournois ITF de Périgueux (25 000 $) en juin et de Horb (25 000 $) en juillet. Elle atteint également trois autres finales ITF à Essen (25 000 $), Biarritz (80 000 $) et Toronto (60 000 $).
En juillet, elle remporte son premier match dans le tableau principal d'un tournoi WTA depuis six ans à Gstaad en battant sa compatriote Amra Sadikovic. Le 14 août 2017, elle réintègre le top 200 mondial pour la première fois depuis six ans, à la 198e place mondiale. Elle dispute ensuite les qualifications de l'US Open où elle s'incline au second tour contre l'américaine Nicole Gibbs. Elle termine la saison à la 144e place mondiale.

### 2018: dernière année sportive et retraite définitive
Elle dispute en janvier les qualifications de l'Open d'Australie, où elle s'incline au premier tour face à l'américaine Bernarda Pera.
En avril, elle est sélectionnée par le capitaine de l'équipe de Fed Cup suisse pour pallier les forfaits de Belinda Bencic et de Stefanie Voegele et affronter la Roumanie de la numéro 1 mondiale Simona Halep. À la suite d'une blessure de Timea Bacsinszky, Schnyder, qui n’avait plus joué en Fed Cup depuis sept ans, est appelée à la dernière minute sur le court pour affronter Simona Halep. Celle-ci l'emporte logiquement 6-1, 6-2. À cette occasion, Schnyder déclare à la presse qu'elle aspire pour la suite de sa carrière à "voyager en famille, avoir du plaisir sur le court et rejouer quelques tournois du Grand Chelem."
Elle dispute les qualifications de l'US Open 2018. Elle bat successivement la Belge Maryna Zanevska 5-7, 6-2, 6-4, la Russe Veronika Kudermetova 6-7, 6-1, 6-4, et l'Américaine Jessica Pegula 6-3, 6-2 pour devenir la joueuse la plus âgée à participer au tournoi en passant par les qualifications.
Pour son retour en Grand Chelem et dernier match sur le circuit WTA, elle sera battue au premier tour par son ancienne rivale, Maria Sharapova au terme d'un beau match (6/2 7/6).
Elle annonce sa retraite définitive quelques semaines plus tard, le 21 novembre 2018 à quelques jours de ses 40 ans après une victoire en interclubs.

## Palmarès

### Titres en simple dames
| No | Date       | Nom et lieu du tournoi                  | Catégorie | Dotation    | Surface         | Finaliste         | Score           |          |
| -- | ---------- | --------------------------------------- | --------- | ----------- | --------------- | ----------------- | --------------- | -------- |
| 1  | 12-01-1998 | Tasmanian International, Hobart         | Tier IV   | 107 500 $   | Dur (ext.)      | Dominique Monami  | 6-3, 6-2        | Parcours |
| 2  | 16-02-1998 | Grand Prix, Hanovre                     | Tier II   | 450 000 $   | Moquette (int.) | Jana Novotná      | 6-0, 2-6, 7-5   | Parcours |
| 3  | 18-05-1998 | Open Paginas Amarillas, Madrid          | Tier III  | 164 250 $   | Terre (ext.)    | Dominique Monami  | 3-6, 6-4, 6-0   | Parcours |
| 4  | 06-07-1998 | Piberstein Styria Open, Maria Lankowitz | Tier IV   | 107 500 $   | Terre (ext.)    | Gala León García  | 6-2, 4-6, 6-3   | Parcours |
| 5  | 13-07-1998 | Torneo Internazionale, Palerme          | Tier IV   | 107 500 $   | Terre (ext.)    | Barbara Schett    | 6-1, 5-7, 6-2   | Parcours |
| 6  | 04-01-1999 | Hardcourts Championships, Gold Coast    | Tier III  | 180 000 $   | Dur (ext.)      | Mary Pierce       | 4-6, 7-6, 6-2   | Parcours |
| 7  | 05-11-2001 | Volvo Women’s Open, Pattaya             | Tier V    | 110 000 $   | Dur (ext.)      | Henrieta Nagyová  | 6-0, 6-4        | Parcours |
| 8  | 14-10-2002 | Swisscom Challenge, Zurich              | Tier I    | 1 224 000 $ | Dur (int.)      | Lindsay Davenport | 6-75, 7-68, 6-3 | Parcours |
| 9  | 02-01-2005 | Uncle Tobys Hardcourts, Gold Coast      | Tier III  | 170 000 $   | Dur (ext.)      | Samantha Stosur   | 1-6, 6-3, 7-5   | Parcours |
| 10 | 18-07-2005 | Western & Southern Open, Cincinnati     | Tier III  | 170 000 $   | Dur (ext.)      | Akiko Morigami    | 6-4, 6-0        | Parcours |
| 11 | 08-09-2008 | Tennis Classic, Bali                    | Tier III  | 225 000 $   | Dur (ext.)      | Tamira Paszek     | 6-3, 6-0        | Parcours |

### Finales en simple dames
| No | Date       | Nom et lieu du tournoi             | Catégorie | Dotation    | Surface      | Vainqueure         | Score         |          |
| -- | ---------- | ---------------------------------- | --------- | ----------- | ------------ | ------------------ | ------------- | -------- |
| 1  | 09-09-1996 | Czech Open, Karlovy Vary           | Tier IV   | 160 000 $   | Terre (ext.) | Ruxandra Dragomir  | 6-2, 3-6, 6-4 | Parcours |
| 2  | 28-09-1998 | Grand Slam Cup, Munich             | Tier I    | 2 450 000 $ | Dur (int.)   | Venus Williams     | 6-2, 3-6, 6-2 | Parcours |
| 3  | 10-07-2000 | Grand Prix, Klagenfurt             | Tier III  | 170 000 $   | Terre (ext.) | Barbara Schett     | 5-7, 6-4, 6-4 | Parcours |
| 4  | 09-07-2001 | Grand Prix, Vienne                 | Tier III  | 170 000 $   | Terre (ext.) | Iroda Tulyaganova  | 6-3, 6-2      | Parcours |
| 5  | 15-04-2002 | Family Circle Cup, Charleston      | Tier I    | 1 224 000 $ | Terre (ext.) | Iva Majoli         | 7-65, 6-4     | Parcours |
| 6  | 09-05-2005 | Telecom Italia Masters, Rome       | Tier I    | 1 300 000 $ | Terre (ext.) | Amélie Mauresmo    | 2-6, 6-3, 6-4 | Parcours |
| 7  | 17-10-2005 | Zürich Open, Zurich                | Tier I    | 1 300 000 $ | Dur (int.)   | Lindsay Davenport  | 7-65, 6-3     | Parcours |
| 8  | 24-10-2005 | Generali Ladies, Linz              | Tier II   | 585 000 $   | Dur (int.)   | Nadia Petrova      | 4-6, 6-3, 6-1 | Parcours |
| 9  | 10-04-2006 | Family Circle Cup, Charleston      | Tier I    | 1 340 000 $ | Terre (ext.) | Nadia Petrova      | 6-3, 4-6, 6-1 | Parcours |
| 10 | 24-07-2006 | Bank of the West Classic, Stanford | Tier II   | 600 000 $   | Dur (ext.)   | Kim Clijsters      | 6-4, 6-2      | Parcours |
| 11 | 30-07-2007 | Acura Classic, San Diego           | Tier I    | 1 340 000 $ | Dur (ext.)   | Maria Sharapova    | 6-2, 3-6, 6-0 | Parcours |
| 12 | 22-10-2007 | Generali Ladies, Linz              | Tier II   | 600 000 $   | Dur (int.)   | Daniela Hantuchová | 6-4, 6-2      | Parcours |
| 13 | 03-03-2008 | Canara Bank Open, Bangalore        | Tier II   | 600 000 $   | Dur (ext.)   | Serena Williams    | 7-5, 6-3      | Parcours |
| 14 | 06-07-2009 | GDF Suez Grand Prix, Budapest      | Intern'l  | 220 000 $   | Terre (ext.) | Ágnes Szávay       | 2-6, 6-4, 6-2 | Parcours |
| 15 | 05-07-2010 | GDF Suez Grand Prix, Budapest      | Intern'l  | 220 000 $   | Terre (ext.) | Ágnes Szávay       | 6-2, 6-4      | Parcours |
| 16 | 11-10-2010 | Generali Ladies, Linz              | Intern'l  | 220 000 $   | Dur (int.)   | Ana Ivanović       | 6-1, 6-2      | Parcours |

### Titres en double dames
| No | Date       | Nom et lieu du tournoi              | Catégorie | Dotation  | Surface         | Partenaire          | Finalistes                           | Score          |          |
| -- | ---------- | ----------------------------------- | --------- | --------- | --------------- | ------------------- | ------------------------------------ | -------------- | -------- |
| 1  | 27-04-1998 | Intersport Damen GP Hambourg        | Tier II   | 450 000 $ | Terre (ext.)    | Barbara Schett      | Martina Hingis Jana Novotná          | 7-6, 3-6, 6-3  | Parcours |
| 2  | 11-02-2002 | Proximus Diamond Games Anvers       | Tier II   | 585 000 $ | Moquette (int.) | Magdalena Maleeva   | Nathalie Dechy Meilen Tu             | 6-3, 6-73, 6-3 | Parcours |
| 3  | 03-02-2003 | Open Gaz de France Paris            | Tier II   | 585 000 $ | Moquette (int.) | Barbara Schett      | Marion Bartoli Stéphanie Cohen-Aloro | 2-6, 6-2, 7-65 | Parcours |
| 4  | 09-02-2004 | Open Gaz de France Paris            | Tier II   | 585 000 $ | Moquette (int.) | Barbara Schett      | Silvia Farina Francesca Schiavone    | 6-3, 6-2       | Parcours |
| 5  | 29-09-2008 | Porsche Tennis Grand Prix Stuttgart | Tier II   | 650 000 $ | Dur (int.)      | Anna-Lena Grönefeld | Květa Peschke Rennae Stubbs          | 6-2, 6-4       | Parcours |

### Finales en double dames
| No | Date       | Nom et lieu du tournoi                    | Catégorie | Dotation    | Surface      | Vainqueures                         | Partenaire           | Score             |          |
| -- | ---------- | ----------------------------------------- | --------- | ----------- | ------------ | ----------------------------------- | -------------------- | ----------------- | -------- |
| 1  | 06-04-1998 | Bausch & Lomb Championships Amelia Island | Tier II   | 450 000 $   | Terre (ext.) | Sandra Cacic Mary Pierce            | Barbara Schett       | 7-6, 4-6, 7-6     | Parcours |
| 2  | 13-07-1998 | Torneo Internazionale Palerme             | Tier IV   | 107 500 $   | Terre (ext.) | Pavlina Nola Elena Wagner           | Barbara Schett       | 6-4, 6-2          | Parcours |
| 3  | 29-03-1999 | Family Circle Cup Hilton Head             | Tier I    | 1 000 000 $ | Terre (ext.) | Elena Likhovtseva Jana Novotná      | Barbara Schett       | 6-1, 6-4          | Parcours |
| 4  | 10-07-2000 | Uniqa Grand Prix Klagenfurt               | Tier III  | 170 000 $   | Terre (ext.) | Laura Montalvo Paola Suárez         | Barbara Schett       | 7-65, 6-1         | Parcours |
| 5  | 22-10-2001 | SEAT Open Luxembourg                      | Tier III  | 170 000 $   | Dur (int.)   | Elena Bovina Daniela Hantuchová     | Bianka Lamade        | 6-3, 6-3          | Parcours |
| 6  | 28-04-2003 | Croatian Ladies Open Bol                  | Tier III  | 170 000 $   | Terre (ext.) | Petra Mandula Patricia Wartusch     | Emmanuelle Gagliardi | 6-3, 6-2          | Parcours |
| 7  | 25-10-2004 | Generali Ladies Linz                      | Tier II   | 585 000 $   | Dur (int.)   | Janette Husárová Elena Likhovtseva  | Nathalie Dechy       | 6-2, 7-5          | Parcours |
| 8  | 04-04-2005 | Bausch & Lomb Championships Amelia Island | Tier II   | 585 000 $   | Terre (ext.) | Bryanne Stewart Samantha Stosur     | Květa Peschke        | 6-4, 6-2          | Parcours |
| 9  | 13-10-2008 | Tennis.com Open Zurich                    | Tier II   | 600 000 $   | Dur (int.)   | Cara Black Liezel Huber             | Anna-Lena Grönefeld  | 6-1, 7-63         | Parcours |
| 10 | 13-04-2009 | Family Circle Cup Charleston              | Premier   | 1 000 000 $ | Terre (ext.) | Bethanie Mattek-Sands Nadia Petrova | Līga Dekmeijere      | 6-75, 6-2, [11-9] | Parcours |
| 11 | 27-07-2009 | Istanbul Cup Istanbul                     | Intern'l  | 220 000 $   | Dur (ext.)   | Lucie Hradecká Renata Voráčová      | Julia Görges         | 2-6, 6-3, [12-10] | Parcours |

## Parcours en Grand Chelem

### En simple dames
| Année | Open d'Australie                                 | Open d'Australie   | Internationaux de France | Internationaux de France                         | Wimbledon       | Wimbledon            | US Open                                         | US Open             |
| ----- | ------------------------------------------------ | ------------------ | ------------------------ | ------------------------------------------------ | --------------- | -------------------- | ----------------------------------------------- | ------------------- |
| 1996  | Q1 \|\| style="text-align:left" \| Renee Reid    | 1er tour (1/64)    | Henrieta Nagyová         | 1er tour (1/64)                                  | Mary Pierce     | -                    | -                                               |                     |
| 1997  | 4e tour (1/8)                                    | Mary Joe Fernández | 3e tour (1/16)           | Lindsay Davenport                                | 1er tour (1/64) | Lorna Woodroffe      | 3e tour (1/16)                                  | Lindsay Davenport   |
| 1998  | 4e tour (1/8)                                    | Venus Williams     | 1/4 de finale            | Arantxa Sánchez                                  | 2e tour (1/32)  | Cara Black           | 1/4 de finale                                   | Jana Novotná        |
| 1999  | 2e tour (1/32)                                   | Amélie Mauresmo    | 3e tour (1/16)           | Anna Kournikova                                  | 1er tour (1/64) | Nathalie Dechy       | 3e tour (1/16)                                  | Arantxa Sánchez     |
| 2000  | 4e tour (1/8)                                    | Jennifer Capriati  | 1er tour (1/64)          | Emmanuelle Gagliardi                             | 2e tour (1/32)  | Paola Suárez         | 2e tour (1/32)                                  | Shinobu Asagoe      |
| 2001  | 1er tour (1/64)                                  | Evie Dominikovic   | 2e tour (1/32)           | Cara Black                                       | 3e tour (1/16)  | Lindsay Davenport    | 2e tour (1/32)                                  | Justine Henin       |
| 2002  | 1er tour (1/64)                                  | Monica Seles       | 4e tour (1/8)            | Jennifer Capriati                                | 2e tour (1/32)  | Conchita Martínez    | 3e tour (1/16)                                  | Amélie Mauresmo     |
| 2003  | 4e tour (1/8)                                    | Daniela Hantuchová | 4e tour (1/8)            | Justine Henin                                    | 1er tour (1/64) | Petra Mandula        | 2e tour (1/32)                                  | Tamarine Tanasugarn |
| 2004  | 1/2 finale                                       | Kim Clijsters      | 2e tour (1/32)           | Shinobu Asagoe                                   | 2e tour (1/32)  | Emmanuelle Gagliardi | 4e tour (1/8)                                   | Serena Williams     |
| 2005  | 1/4 de finale                                    | Nathalie Dechy     | 4e tour (1/8)            | Mary Pierce                                      | 1er tour (1/64) | Serra Zanetti        | 4e tour (1/8)                                   | Elena Dementieva    |
| 2006  | 1/4 de finale                                    | Amélie Mauresmo    | 4e tour (1/8)            | Venus Williams                                   | 2e tour (1/32)  | Séverine Beltrame    | 4e tour (1/8)                                   | Lindsay Davenport   |
| 2007  | 4e tour (1/8)                                    | Anna Chakvetadze   | 4e tour (1/8)            | Maria Sharapova                                  | 4e tour (1/8)   | Justine Henin        | 3e tour (1/16)                                  | Tamira Paszek       |
| 2008  | 2e tour (1/32)                                   | Casey Dellacqua    | 1/4 de finale            | Ana Ivanović                                     | 1er tour (1/64) | Casey Dellacqua      | 1/4 de finale                                   | Elena Dementieva    |
| 2009  | 2e tour (1/32)                                   | Virginie Razzano   | 1er tour (1/64)          | Kateryna Bondarenko                              | 1er tour (1/64) | Ai Sugiyama          | 2e tour (1/32)                                  | Sara Errani         |
| 2010  | -                                                | -                  | 1er tour (1/64)          | Venus Williams                                   | 1er tour (1/64) | Chan Yung-jan        | 3e tour (1/16)                                  | Yanina Wickmayer    |
| 2011  | 1er tour (1/64)                                  | Lesia Tsurenko     | 1er tour (1/64)          | Sorana Cîrstea                                   | -               | -                    | -                                               | -                   |
|       |                                                  |                    |                          |                                                  |                 |                      |                                                 |                     |
| 2017  | —                                                | —                  | —                        | —                                                | —               | —                    | Q2 \|\| style="text-align:left" \| Nicole Gibbs |                     |
| 2018  | Q1 \|\| style="text-align:left" \| Bernarda Pera | —                  | —                        | Q1 \|\| style="text-align:left" \| Jessica Pieri | 1er tour (1/64) | Maria Sharapova      |                                                 |                     |

À droite du résultat, l’ultime adversaire.

### En double dames
| Année | Open d'Australie              | Open d'Australie           | Internationaux de France       | Internationaux de France   | Wimbledon                    | Wimbledon                  | US Open                       | US Open                   |
| ----- | ----------------------------- | -------------------------- | ------------------------------ | -------------------------- | ---------------------------- | -------------------------- | ----------------------------- | ------------------------- |
| 1997  | 1er tour (1/32) W. Probst     | Krivencheva F. Perfetti    | 3e tour (1/8) H. Nagyová       | G. Fernández N. Zvereva    | 2e tour (1/16) Laura Golarsa | N. Tauziat Linda Wild      | 1er tour (1/32) H. Nagyová    | A. Coetzer Mary Pierce    |
| 1998  | 2e tour (1/16) B. Schultz     | C. Martínez P. Tarabini    | 1/4 de finale B. Schett        | L. Davenport N. Zvereva    | 1er tour (1/32) B. Schett    | Silvia Farina L. Montalvo  | 1/4 de finale B. Schett       | M. Hingis Jana Novotná    |
| 1999  | 3e tour (1/8) B. Schett       | Lisa Raymond Rennae Stubbs | 3e tour (1/8) B. Schett        | Jana Novotná N. Zvereva    | 1er tour (1/32) B. Schett    | L. Courtois Alicia Molik   | 1er tour (1/32) A. Cocheteux  | Anke Huber A. Sidot       |
| 2000  | 3e tour (1/8) S. Jeyaseelan   | A. Kournikova B. Schett    | -                              | -                          | 1er tour (1/32) E. Gagliardi | Åsa Svensson Émilie Loit   | 2e tour (1/16) Nadia Petrova  | Chanda Rubin S. Testud    |
| 2001  | 1er tour (1/32) B. Rittner    | Amy Frazier K. Schlukebir  | 2e tour (1/16) Bianka Lamade   | Kimberly Po N. Tauziat     | 2e tour (1/16) Bianka Lamade | Iva Majoli H. Nagyová      | 1er tour (1/32) Bianka Lamade | Navrátilová A. Sánchez    |
| 2002  | 1er tour (1/32) Bianka Lamade | E. Gagliardi Meilen Tu     | 1/4 de finale Rita Grande      | Nicole Arendt Liezel Huber | 2e tour (1/16) K. Hrdličková | S. Williams V. Williams    | 2e tour (1/16) Rita Grande    | E. Dementieva J. Husárová |
| 2003  | 1er tour (1/32) Rita Grande   | S. Williams V. Williams    | 3e tour (1/8) E. Gagliardi     | Cara Black Likhovtseva     | 1er tour (1/32) B. Schett    | Helen Crook Anna Hawkins   | 2e tour (1/16) B. Schett      | Liezel Huber M. Maleeva   |
| 2004  | 2e tour (1/16) B. Schett      | Maret Ani L. Průšová       | 3e tour (1/8) B. Schett        | V. Ruano Paola Suárez      | 3e tour (1/8) B. Schett      | Cara Black Rennae Stubbs   | 1/2 finale B. Schett          | S. Kuznetsova Likhovtseva |
| 2005  | 1er tour (1/32) B. Schett     | M. Sequera Meilen Tu       | 1/2 finale C. Morariu          | Cara Black Liezel Huber    | -                            | -                          | 1/4 de finale C. Morariu      | E. Dementieva F. Pennetta |
| 2006  | -                             | -                          | 2e tour (1/16) L. Dekmeijere   | M. Bartoli Shahar Peer     | -                            | -                          | -                             | -                         |
| 2007  | 3e tour (1/8) F. Schiavone    | Lisa Raymond S. Stosur     | 1er tour (1/32) C. Morariu     | M. Camerin Gisela Dulko    | 1er tour (1/32) C. Morariu   | Alicia Molik M. Santangelo | 2e tour (1/16) J. Husárová    | N. Dechy Dinara Safina    |
| 2008  | 2e tour (1/16) E. Gagliardi   | V. Azarenka Shahar Peer    | 1er tour (1/32) Nadia Petrova  | C. Dellacqua F. Schiavone  | -                            | -                          | 3e tour (1/8) A.-L. Grönefeld | D. Cibulková V. Razzano   |
| 2009  | 1/4 de finale A.-L. Grönefeld | C. Dellacqua F. Schiavone  | 1/4 de finale A.-L. Grönefeld  | Anabel Medina V. Ruano     | -                            | -                          | 3e tour (1/8) A.-L. Grönefeld | B. Mattek Nadia Petrova   |
| 2010  | -                             | -                          | 1er tour (1/32) Klaudia Jans   | R. Kulikova A. Sevastova   | 1er tour (1/32) M. Krajicek  | Hsieh Su-wei Kudryavtseva  | 1er tour (1/32) Ágnes Szávay  | Anabel Medina Yan Zi      |
| 2011  | 3e tour (1/8) A.-L. Grönefeld | Chuang C-j. Hsieh Su-wei   | 2e tour (1/16) A.-L. Grönefeld | Gisela Dulko F. Pennetta   | -                            | -                          | -                             | -                         |

sous le résultat, la partenaire ; à droite, l’ultime équipe adverse.

### En double mixte
| Année | Open d'Australie            | Open d'Australie            | Internationaux de France      | Internationaux de France | Wimbledon                  | Wimbledon                 | US Open                       | US Open                    |
| ----- | --------------------------- | --------------------------- | ----------------------------- | ------------------------ | -------------------------- | ------------------------- | ----------------------------- | -------------------------- |
| 1998  | -                           | -                           | -                             | -                        | 2e tour (1/16) K. Braasch  | Mirjana Lučić M. Bhupathi | -                             | -                          |
| 2004  | -                           | -                           | -                             | -                        | 1er tour (1/32) K. Braasch | M. Sequera Wayne Arthurs  | 1er tour (1/16) Todd Perry    | Alicia Molik T. Woodbridge |
| 2009  | 1/4 de finale Wesley Moodie | Anabel Medina Tommy Robredo | -                             | -                        | -                          | -                         | 1er tour (1/16) Wesley Moodie | Cara Black Leander Paes    |
| 2010  | -                           | -                           | 1er tour (1/16) Daniel Nestor | B. Z. Strýcová F. Čermák | -                          | -                         | -                             | -                          |

sous le résultat, le partenaire ; à droite, l’ultime équipe adverse.

## Parcours en «Premier Mandatory» et «Premier 5»
Découlant d'une réforme du circuit WTA inaugurée en 2009, les tournois WTA « Premier Mandatory » et « Premier 5 » constituent les catégories d'épreuves les plus prestigieuses, après les quatre levées du Grand Chelem.

### En simple dames
| Année |       |                 |                             |                           |                              |                              |                            |                             |                             |                             |  |                            |
| Doha  | Dubaï | Indian Wells    | Miami                       | Madrid                    | Rome                         | Canada                       | Cincinnati                 | Pékin                       |                             | Tokyo                       |  |                            |
| Doha  | Dubaï | Indian Wells    | Miami                       | Madrid                    | Rome                         | Canada                       | Cincinnati                 | Pékin                       | Wuhan                       |                             |  |                            |
| Doha  | Dubaï | Indian Wells    | Miami                       | Madrid                    | Rome                         | Canada                       | Cincinnati                 | Pékin                       | Guadalajara                 |                             |  |                            |
| 2009  |       | Hors calendrier |                             | 2e tour (1/32) Li Na      | 3e tour (1/16) C. Wozniacki  | 1/2 finale D. Safina         | 3e tour (1/8) K. Kanepi    | 2e tour (1/16) J. Janković  | 2e tour (1/16) K. Clijsters | 2e tour (1/16) A. Radwańska |  | 1er tour (1/32) S. Lisicki |
| 2010  |       | Hors calendrier | 1er tour (1/32) A. Dulgheru | 2e tour (1/32) N. Petrova | 2e tour (1/32) D. Hantuchová | 3e tour (1/8) S. Stosur      | 2e tour (1/16) V. Williams | 2e tour (1/16) C. Wozniacki |                             | 2e tour (1/16) S. Peer      |  |                            |
| 2011  |       | WTA 500         | 3e tour (1/8) S. Stosur     | 1er tour (1/64) A. Cornet | 2e tour (1/32) L. Šafářová   | 1er tour (1/32) V. Zvonareva | 1er tour (1/32) A. Medina  |                             |                             |                             |  |                            |

Sous le résultat, l’ultime adversaire.
1. 1 2   Les tournois de Doha et Dubaï alternent le statut de tournoi WTA 1000 (ex Premier 5) entre 2009 et 2023 : les trois premières éditions ont lieu à Dubaï, les trois suivantes à Doha, puis Dubaï accueille le tournoi de cette catégorie les années impaires et Dubaï les années paires. De 2011 à 2023, la ville qui n’accueille pas de WTA 1000 organise à la place un tournoi WTA 500 (ex Premier).
2. 1 2 3 4 5 6 7 8   L’ordre de déroulement des tournois a évolué depuis 2009 : Rome se dispute avant Madrid et Cincinnati avant Montréal/Toronto jusqu’en 2010, tandis que Tokyo (2009-2013)-Wuhan (2014-2019, 2024-)-Guadalajara (2022-2023) ont lieu avant Pékin jusqu’en 2023.

### En double dames
N.B. : le nom de la partenaire se trouve sous le résultat ; les noms des ultimes adversaires se trouvent à droite.

## Parcours aux Masters

### En simple dames
| # | Date       | Nom de l'édition                          | ($)       | Surface         | Résultat               | Ultime adversaire | Score         |          |
| - | ---------- | ----------------------------------------- | --------- | --------------- | ---------------------- | ----------------- | ------------- | -------- |
| 1 | 16/11/1998 | Chase Championships New York              | 2 000 000 | Moquette (int.) | 1er tour (1/8)         | Martina Hingis    | 4-6, 6-0, 6-3 | Parcours |
| 2 | 04/11/2002 | Home Depot Championships Los Angeles      | 3 000 000 | Dur (int.)      | 1er tour (1/8)         | Venus Williams    | 6-2, 7-67     | Parcours |
| 3 | 07/11/2005 | Tour Championships by Porsche Los Angeles | 3 000 000 | Dur (int.)      | Round Robin (défaite)  | Maria Sharapova   | 6-1, 3-6, 6-3 | Parcours |
| 3 | 07/11/2005 | Tour Championships by Porsche Los Angeles | 3 000 000 | Dur (int.)      | Round Robin (défaite)  | Lindsay Davenport | 6-3, 7-5      | Parcours |
| 3 | 07/11/2005 | Tour Championships by Porsche Los Angeles | 3 000 000 | Dur (int.)      | Round Robin (victoire) | Nadia Petrova     | 6-0, 5-7, 6-4 | Parcours |

## Parcours aux Jeux olympiques

### En simple dames
| # | Date       | Nom de l'olympiade           | Surface    | Résultat        | Ultime adversaire   | Score    |          |
| - | ---------- | ---------------------------- | ---------- | --------------- | ------------------- | -------- | -------- |
| 1 | 23/07/1996 | Olympic Tennis Event Atlanta | Dur (ext.) | 1er tour (1/32) | Conchita Martínez   | 6-1, 6-2 | Parcours |
| 2 | 15/08/2004 | Olympic Tennis Event Athènes | Dur (ext.) | 3e tour (1/8)   | Svetlana Kuznetsova | 6-3, 6-3 | Parcours |
| 3 | 11/08/2008 | Olympic Tennis Event Pékin   | Dur (ext.) | 2e tour (1/16)  | Sybille Bammer      | 6-4, 6-4 | Parcours |

### En double dames
| # | Date       | Nom de l'olympiade           | Surface    | Résultat      | Partenaire           | Ultimes adversaires            | Score     |          |
| - | ---------- | ---------------------------- | ---------- | ------------- | -------------------- | ------------------------------ | --------- | -------- |
| 1 | 23/07/1996 | Olympic Tennis Event Atlanta | Dur (ext.) | 1/4 de finale | Martina Hingis       | Manon Bollegraf Brenda Schultz | 6-4, 6-3  | Parcours |
| 2 | 15/08/2004 | Olympic Tennis Event Athènes | Dur (ext.) | 2e tour (1/8) | Myriam Casanova      | Yan Zi Zheng Jie               | 6-3, 6-3  | Parcours |
| 3 | 11/08/2008 | Olympic Tennis Event Pékin   | Dur (ext.) | 2e tour (1/8) | Emmanuelle Gagliardi | Yan Zi Zheng Jie               | 6-3, 7-62 | Parcours |

## Parcours en Fed Cup
| #                                                                           | Date       | Lieu        | Surface         | Gagnante(s)                         | Perdante(s)                         | Score          |          |
|                                                                             |            |             |                 |                                     |                                     |                |          |
| 1996 - Barrage (groupe mondial II) - Indonésie - Suisse - 2 : 3             |            |             |                 |                                     |                                     |                |          |
| 1                                                                           | 13/07/1996 | Jakarta     | Dur (ext.)      | Yayuk Basuki                        | Patty Schnyder                      | 6-3, 6-3       | Parcours |
| 1                                                                           | 13/07/1996 | Jakarta     | Dur (ext.)      | Patty Schnyder                      | Liza Andriyani                      | 6-2, 2-6, 6-1  | Parcours |
| 1                                                                           | 13/07/1996 | Jakarta     | Dur (ext.)      | Martina Hingis Patty Schnyder       | Yayuk Basuki Romana Tedjakusuma     | 6-3, 6-2       | Parcours |
|                                                                             |            |             |                 |                                     |                                     |                |          |
| 1997 - 1/4 de finale (groupe mondial II) - Slovaquie - Suisse - 2 : 3       |            |             |                 |                                     |                                     |                |          |
| 2                                                                           | 01/03/1997 | Košice      | Moquette (int.) | Karina Habšudová                    | Patty Schnyder                      | 7-5, 6-1       | Parcours |
| 2                                                                           | 01/03/1997 | Košice      | Moquette (int.) | Henrieta Nagyová                    | Patty Schnyder                      | 6-3, 6-1       | Parcours |
| 2                                                                           | 01/03/1997 | Košice      | Moquette (int.) | Martina Hingis Patty Schnyder       | Karina Habšudová Radka Zrubáková    | 6-0, 6-1       | Parcours |
|                                                                             |            |             |                 |                                     |                                     |                |          |
| 1997 - Barrage (groupe mondial I) - Suisse - Argentine - 5 : 0              |            |             |                 |                                     |                                     |                |          |
| 3                                                                           | 12/07/1997 | Zurich      | Moquette (int.) | Patty Schnyder                      | Florencia Labat                     | 3-6, 7-5, 10-8 | Parcours |
| 3                                                                           | 12/07/1997 | Zurich      | Moquette (int.) | Patty Schnyder                      | Maria Jose Gaidano                  | 6-1, 6-0       | Parcours |
|                                                                             |            |             |                 |                                     |                                     |                |          |
| 1998 - 1/4 de finale (groupe mondial) - République tchèque - Suisse - 1 : 4 |            |             |                 |                                     |                                     |                |          |
| 4                                                                           | 18/04/1998 | Brno        | Moquette (int.) | Jana Novotná                        | Patty Schnyder                      | 3-6, 6-2, 6-3  | Parcours |
| 4                                                                           | 18/04/1998 | Brno        | Moquette (int.) | Patty Schnyder                      | Adriana Gerši                       | 6-3, 6-3       | Parcours |
| 4                                                                           | 18/04/1998 | Brno        | Moquette (int.) | Martina Hingis Patty Schnyder       | Denisa Chládková Ludmila Richterová | 6-0, 6-1       | Parcours |
|                                                                             |            |             |                 |                                     |                                     |                |          |
| 1998 - 1/2 finale (groupe mondial) - Suisse - France - 5 : 0                |            |             |                 |                                     |                                     |                |          |
| 5                                                                           | 25/07/1998 | Sion        | Terre (ext.)    | Patty Schnyder                      | Amélie Mauresmo                     | 7-5, 2-6, 6-3  | Parcours |
| 5                                                                           | 25/07/1998 | Sion        | Terre (ext.)    | Patty Schnyder                      | Julie Halard                        | 6-3, 6-2       | Parcours |
| 5                                                                           | 25/07/1998 | Sion        | Terre (ext.)    | Emmanuelle Gagliardi Patty Schnyder | Alexandra Fusai Nathalie Tauziat    | 2-6, 6-3, 6-3  | Parcours |
|                                                                             |            |             |                 |                                     |                                     |                |          |
| 1998 - Finale (groupe mondial) - Suisse - Espagne - 2 : 3                   |            |             |                 |                                     |                                     |                |          |
| 6                                                                           | 19/09/1998 | Genève      | Dur (int.)      | Arantxa Sánchez                     | Patty Schnyder                      | 6-2, 3-6, 6-2  | Parcours |
| 6                                                                           | 19/09/1998 | Genève      | Dur (int.)      | Conchita Martínez                   | Patty Schnyder                      | 6-3, 2-6, 9-7  | Parcours |
| 6                                                                           | 19/09/1998 | Genève      | Dur (int.)      | Conchita Martínez Arantxa Sánchez   | Martina Hingis Patty Schnyder       | 6-0, 6-2       | Parcours |
|                                                                             |            |             |                 |                                     |                                     |                |          |
| 2000 - Round robin (groupe mondial) - Slovaquie - Suisse - 1 : 2            |            |             |                 |                                     |                                     |                |          |
| 7                                                                           | 27/04/2000 | Bratislava  | Dur (int.)      | Patty Schnyder                      | Karina Habšudová                    | 6-1, 6-4       | Parcours |
| 7                                                                           | 27/04/2000 | Bratislava  | Dur (int.)      | Karina Habšudová Daniela Hantuchová | Patty Schnyder Miroslava Vavrinec   | 6-78, 6-2, 7-5 | Parcours |
|                                                                             |            |             |                 |                                     |                                     |                |          |
| 2000 - Round robin (groupe mondial) - République tchèque - Suisse - 2 : 1   |            |             |                 |                                     |                                     |                |          |
| 8                                                                           | 28/04/2000 | Bratislava  | Dur (int.)      | Patty Schnyder                      | Denisa Chládková                    | 6-2, 6-2       | Parcours |
| 8                                                                           | 28/04/2000 | Bratislava  | Dur (int.)      | Dája Bedáňová Květa Hrdličková      | Emmanuelle Gagliardi Patty Schnyder | 4-6, 6-1, 6-1  | Parcours |
|                                                                             |            |             |                 |                                     |                                     |                |          |
| 2000 - Round robin (groupe mondial) - Autriche - Suisse - 1 : 2             |            |             |                 |                                     |                                     |                |          |
| 9                                                                           | 29/04/2000 | Bratislava  | Dur (int.)      | Barbara Schett                      | Patty Schnyder                      | 7-64, 7-5      | Parcours |
| 9                                                                           | 29/04/2000 | Bratislava  | Dur (int.)      | Emmanuelle Gagliardi Patty Schnyder | Barbara Schett Patricia Wartusch    | 2-6, 6-4, 8-6  | Parcours |
|                                                                             |            |             |                 |                                     |                                     |                |          |
| 2002 - 1er tour (groupe mondial) - Slovaquie - Suisse - 3 : 2               |            |             |                 |                                     |                                     |                |          |
| 10                                                                          | 27/04/2002 | Bratislava  | Terre (ext.)    | Janette Husárová                    | Patty Schnyder                      | 7-67, 5-7, 7-5 | Parcours |
| 10                                                                          | 27/04/2002 | Bratislava  | Terre (ext.)    | Patty Schnyder                      | Daniela Hantuchová                  | 6-3, 6-3       | Parcours |
| 10                                                                          | 27/04/2002 | Bratislava  | Terre (ext.)    | Daniela Hantuchová Janette Husárová | Myriam Casanova Patty Schnyder      | 6-0, 6-74, 6-3 | Parcours |
|                                                                             |            |             |                 |                                     |                                     |                |          |
| 2002 - Barrage (groupe mondial I) - Suède - Suisse - 3 : 2                  |            |             |                 |                                     |                                     |                |          |
| 11                                                                          | 20/07/2002 | Malmö       | Terre (ext.)    | Sofia Arvidsson                     | Patty Schnyder                      | 6-2, 6-2       | Parcours |
| 11                                                                          | 20/07/2002 | Malmö       | Terre (ext.)    | Patty Schnyder                      | Åsa Svensson                        | 7-64, 5-7, 8-6 | Parcours |
| 11                                                                          | 20/07/2002 | Malmö       | Terre (ext.)    | Sofia Arvidsson Åsa Svensson        | Myriam Casanova Patty Schnyder      | 3-6, 6-3, 7-5  | Parcours |
|                                                                             |            |             |                 |                                     |                                     |                |          |
| 2003 - Barrage (groupe mondial I) - Suisse - Israël - 4 : 1                 |            |             |                 |                                     |                                     |                |          |
| 12                                                                          | 19/07/2003 | Winterthour | Terre (ext.)    | Patty Schnyder                      | Tzipora Obziler                     | 6-1, 7-5       | Parcours |
| 12                                                                          | 19/07/2003 | Winterthour | Terre (ext.)    | Patty Schnyder                      | Anna Smashnova                      | 6-3, 6-3       | Parcours |
|                                                                             |            |             |                 |                                     |                                     |                |          |
| 2004 - 1er tour (groupe mondial) - Espagne - Suisse - 3 : 2                 |            |             |                 |                                     |                                     |                |          |
| 13                                                                          | 24/04/2004 | Los Belones | Terre (ext.)    | Patty Schnyder                      | Marta Marrero                       | 3-6, 7-66, 7-5 | Parcours |
| 13                                                                          | 24/04/2004 | Los Belones | Terre (ext.)    | Conchita Martínez                   | Patty Schnyder                      | 6-3, 6-4       | Parcours |
|                                                                             |            |             |                 |                                     |                                     |                |          |
| 2008 - Barrage (groupe mondial II) - Autriche - Suisse - 2 : 3              |            |             |                 |                                     |                                     |                |          |
| 14                                                                          | 26/04/2008 | Dornbirn    | Dur (int.)      | Patty Schnyder                      | Tamira Paszek                       | 6-75, 6-2, 6-1 | Parcours |
| 14                                                                          | 26/04/2008 | Dornbirn    | Dur (int.)      | Sybille Bammer                      | Patty Schnyder                      | 6-4, 6-0       | Parcours |
| 14                                                                          | 26/04/2008 | Dornbirn    | Dur (int.)      | Patty Schnyder Emmanuelle Gagliardi | Melanie Klaffner Yvonne Meusburger  | 6-0, 6-1       | Parcours |
|                                                                             |            |             |                 |                                     |                                     |                |          |
| 2009 - 1er tour (groupe mondial II) - Suisse - Allemagne - 2 : 3            |            |             |                 |                                     |                                     |                |          |
| 15                                                                          | 07/02/2009 | Zurich      | Dur (int.)      | Patty Schnyder                      | Anna-Lena Grönefeld                 | 7-60, 6-3      | Parcours |
| 15                                                                          | 07/02/2009 | Zurich      | Dur (int.)      | Patty Schnyder                      | Sabine Lisicki                      | 6-74, 7-5, 6-1 | Parcours |
| 15                                                                          | 07/02/2009 | Zurich      | Dur (int.)      | Anna-Lena Grönefeld Tatjana Malek   | Patty Schnyder Stefanie Vögele      | 6-4, 6-3       | Parcours |
|                                                                             |            |             |                 |                                     |                                     |                |          |
| 2011 - Barrage (groupe mondial II) - Suisse - Suède - 4 : 1                 |            |             |                 |                                     |                                     |                |          |
| 16                                                                          | 16/04/2011 | Lugano      | Terre (ext.)    | Patty Schnyder                      | Sofia Arvidsson                     | 6-1, 6-0       | Parcours |
| 16                                                                          | 16/04/2011 | Lugano      | Terre (ext.)    | Patty Schnyder                      | Johanna Larsson                     | 3-6, 7-5, 6-2  | Parcours |

## Classements WTA en fin de saison

### En simple
| Année | 1994 | 1995 | 1996 | 1997 | 1998 | 1999 | 2000 | 2001 | 2002 | 2003 | 2004 | 2005 | 2006 | 2007 | 2008 | 2009 | 2010 | 2011 | 2012 | 2013 | 2014 | 2015 | 2016 | 2017 |
| Rang  | 786  | 152  | 64   | 26   | 11   | 21   | 25   | 37   | 15   | 23   | 14   | 7    | 9    | 16   | 14   | 43   | 44   | -    | -    | -    | -    | 740  | 303  | 144  |

source : (en) Classements de Patty Schnyder sur le site officiel de la Fédération internationale de tennis

### En double
| Année | 1995 | 1996 | 1997 | 1998 | 1999 | 2000 | 2001 | 2002 | 2003 | 2004 | 2005 | 2006 | 2007 | 2008 | 2009 | 2010 |
| Rang  | 441  | 104  | 59   | 29   | 41   | 47   | 77   | 56   | 40   | 18   | 32   | -    | 87   | 52   | 31   | 110  |

source : (en) Classements de Patty Schnyder sur le site officiel de la Fédération internationale de tennis

## Records et statistiques

### Confrontations avec ses principales adversaires
Confrontations lors des différents tournois WTA avec ses principales adversaires.
- Contre Amélie Mauresmo :
  - 6 victoires et 13 défaites
  - Dernière confrontation : victoire d'Amélie Mauresmo 6-4, 3-6, 7-6 au tournoi de New Haven 2008.
- Contre Serena Williams :
  - 4 victoires et 8 défaites
  - Dernière confrontation : victoire de Patty Schnyder 6-2, 2-6, 6-1 au tournoi de Rome 2009.
- Contre Elena Dementieva :
  - 7 victoires et 10 défaites
  - Dernière confrontation : victoire de Elena Dementieva 6-2, 6-3 à l'US Open 2008.
- Contre Nadia Petrova :
  - 8 victoires et 7 défaites
  - Dernière confrontation : victoire de Nadia Petrova 6-3, 5-7, 6-4 à Indian Wells 2010.
- Contre Lisa Raymond :
  - 7 victoires et 0 défaite
  - Dernière confrontation : victoire de Patty Schnyder 6-2, 6-2 à Amelia Island 2006.
- Contre Daniela Hantuchová :
  - 9 victoires et 10 défaites
  - Dernière confrontation : victoire de Patty Schnyder 6-4, 6-4 à Linz 2010.
- Contre Justine Henin :
  - 1 victoire et 8 défaites
  - Dernière confrontation : victoire de Justine Henin 6-2, 6-2 à Wimbledon 2007.
- Contre Barbara Schett :
  - 5 victoires et 4 défaites
  - Dernière confrontation : victoire de Patty Schnyder 6-0, 6-2 à Rome 2003.
- Contre Lindsay Davenport :
  - 2 victoires et 10 défaites
  - Dernière confrontation : victoire de Lindsay Davenport 6-4, 6-4 à l'US Open 2006.
- Contre Venus Williams :
  - 0 victoire et 11 défaites
  - Dernière confrontation : victoire de Venus Williams 6-3, 6-3 à Roland Garros 2010.
- Contre Virginia Ruano Pascual :
  - 8 victoire et 0 défaites
  - Dernière confrontation : victoire de Patty Schnyder 6-1, 6-0 à Rome 2008.
- Contre Maria Sharapova :
  - 1 victoire et 8 défaites
  - Dernière confrontation : victoire de Maria Sharapova 7-6, 6-2 à l'Open d'Australie 2018.
- Contre Kim Clijsters :
  - 3 victoire et 6 défaites
  - Dernière confrontation : victoire de Patty Schnyder 6-4, 3-6, 7-6 à Luxembourg 2009.
- Contre Ana Ivanović :
  - 5 victoire et 5 défaites
  - Dernière confrontation : victoire de Patty Schnyder 4-6, 7-6, 6-2 à Dubaï 2011.